# Стефані Реге
Стефані Реге (нім. Stephanie Rehe, нар. 5 листопада 1969) — колишня American Теніс.
Здобула п'ять одиночних та два парні титули туру WTA.
Найвищу одиночну позицію світового рейтингу — 10 місце досягнула 13 березня 1989, парну — також 10 місце — 5 жовтня 1992 року.
Завершила кар'єру 1993 року.

## Фінали турнірів WTA

### Одиночний розряд: 7 (5–2)
| Перемога — Легенда            |
| ----------------------------- |
| Турніри Великого шолома (0–0) |
| Tier I (0–0)                  |
| Tier II (0–0)                 |
| Tier III (0–0)                |
| Tier IV (0–0)                 |
| Tier V (2–1)                  |
| Virginia Slims (3–1)          |

| Фінали за покриттям |
| ------------------- |
| Тверде (4–2)        |
| Трава (0–0)         |
| Ґрунт (0–0)         |
| Килим (1–0)         |

| Результат | Ранг | Дата              | Турнір                   | Покриття  | Опонент               | Рахунок            |
| --------- | ---- | ----------------- | ------------------------ | --------- | --------------------- | ------------------ |
| Перемога  | 1.   | 15 вересня 1985   | Salt Lake City           | Тверде    | Камілл Бенджамін      | 6–2, 6–4           |
| Перемога  | 2.   | 10 листопада 1985 | Eckerd Open              | Тверде    | Габріела Сабатіні     | 6–4, 6–7(4–7), 7–5 |
| Поразка   | 1.   | 3 серпня 1986     | Southern California Open | Тверде    | Мелісса Гарні         | 2–6, 4–6           |
| Перемога  | 3.   | 18 жовтня 1987    | Сан-Хуан                 | Тверде    | Камілл Бенджамін      | 7–5, 7–6(7–4)      |
| Поразка   | 2.   | 17 квітня 1988    | Japan Open (теніс)       | Тверде    | Патті Фендік          | 3–6, 5–7           |
| Перемога  | 4.   | 24 квітня 1988    | Taipei                   | Килим (i) | Бренда Шульц-Маккарті | 6–4, 6–4           |
| Перемога  | 5.   | 7 серпня 1988     | Southern California Open | Тверде    | Енн Гроссман          | 6–1, 6–1           |

### Парний розряд: 4 (2–2)
| Перемога — Легенда            |
| ----------------------------- |
| Турніри Великого шолома (0–0) |
| Tier I (0–0)                  |
| Tier II (1–0)                 |
| Tier III (0–0)                |
| Tier IV (1–2)                 |
| Tier V (0–0)                  |
| Virginia Slims (0–0)          |

| Фінали за покриттям |
| ------------------- |
| Тверде (1–1)        |
| Трава (0–0)         |
| Ґрунт (1–0)         |
| Килим (0–1)         |

| Результат | Ранг | Дата           | Турнір                       | Покриття  | Партнер             | Опоненти                       | Рахунок            |
| --------- | ---- | -------------- | ---------------------------- | --------- | ------------------- | ------------------------------ | ------------------ |
| Перемога  | 1.   | 26 травня 1991 | Internationaux de Strasbourg | Ґрунт     | Лорі Макніл         | Манон Боллеграф Мерседес Пас   | 6–7(2–7), 6–4, 6–4 |
| Перемога  | 2.   | 1 березня 1992 | Мастерс Індіан-Веллс         | Тверде    | Клаудія Коде-Кільш  | Джилл Гетерінгтон Кеті Ріналді | 6–3, 6–3           |
| Поразка   | 1.   | 12 квітня 1992 | Japan Open (теніс)           | Тверде    | Дате-Крумм Кіміко   | Емі Фрейзер Хіракі Ріка        | 7–5, 6–7(5–7), 0–6 |
| Поразка   | 2.   | 4 жовтня 1992  | Байонна                      | Килим (i) | Клаудія Коде-Kilsch | Лінда Феррандо Петра Лангрова  | 6–1, 3–6, 4–6      |

## Виступи в одиночних турнірах Великого шолома
| Турнір                                 | 1984 | 1985 | 1986 | 1987 | 1988 | 1989 | 1990 | 1991 | 1992 | 1993 | W–L   |
| -------------------------------------- | ---- | ---- | ---- | ---- | ---- | ---- | ---- | ---- | ---- | ---- | ----- |
| Відкритий чемпіонат Австралії з тенісу |      |      | НП   |      |      |      |      |      | 2р   | 2р   | 2–2   |
| Відкритий чемпіонат Франції з тенісу   | 1р   |      |      | 2р   | 1р   |      |      | 2р   |      |      | 4–4   |
| Вімблдонський турнір                   |      | 3р   | 1р   |      | 3р   |      |      | 1р   |      |      | 4–4   |
| Відкритий чемпіонат США з тенісу       | 1р   | 1р   | 2р   |      | 2р   |      |      |      | 2р   |      | 7–5   |
| Перемоги-Поразки                       | 0–2  | 2–2  | 3–2  | 3–1  | 5–3  | 0–0  | 0–0  | 1–2  | 2–2  | 1–1  | 17–15 |
| Рейтинг на кінець року                 | NR   | 18   | 19   | 28   | 14   | NR   | 58   | 125  | 75   | NR   |       |